# Paní Harrisová jede do Paříže
Paní Harrisová jede do Paříže (v originále Mrs. Harris Goes to Paris) je tragikomedie z roku 2022 režírovaná Anthonym Fabianem. Scénář je založen na románu z roku 1958 Mrs. 'Arris Goes to Paris od Paula Gallica, zfilmovaného poprvé v roce 1982 pod názvem Ein Kleid von Dior a podruhé v roce 1992 jako Mrs 'Arris Goes to Paris s Angelou Lansburyovou v hlavní roli.

## Děj
Příběh se odehrává v 50. letech. Ada Harrisová žije v Londýně, její manžel se z války nevrátil. Živí se jako uklízečka v rodinách ve vyšší společnosti. Jednoho dne uvidí u zákaznice šaty od Diora. Ada by chtěla také takové vlastnit.
Po obdržení válečného vdovského důchodu odjíždí do Paříže, kde se zúčastní módní přehlídky u Diora a spřátelí se s André Fauvelem, účetním Diora, a Natashou, modelkou Diora. Claudine Colbert, ředitelka Diora, je k Adě skeptická. Vzhledem k tomu, že Dior čelí finančním problémům kvůli své vlastní exkluzivitě a s tím spojené malé klientele, a poté, co chce Ada zaplatit v hotovosti, poněkud neochotně souhlasí s tím, že pro ni ušijí šaty.
Ada zůstává v Paříži, než budou šaty hotové. Povzbuzuje Andrého, aby vyznal své city k Nataše, která sdílí jeho zájem o existencialismus. Když Claudine oznámí, že kvůli finanční situaci propustí některé zaměstnance, Ada zorganizuje stávku. Podaří se jí také přesvědčit Christiana Diora, aby naslouchal Andrého nápadům na modernizaci společnosti a její otevření novým zákazníkům, aby byla opět zisková.
Poté, co se Ada vrátí do Londýna, půjčí herečce Pamele, jedné ze svých klientek, své šaty na večer. Ty jsou ale těžce poškozeny při požáru. Poté, co se o nehodě dozvědí z novin Adini přátelé v Paříži, pošlou jí nové a hezčí šaty.

## Obsazení
| Lesley Manville     | Ada Harris          |
| Isabelle Huppertová | Claudine Colbert    |
| Lambert Wilson      | markýz de Chassagne |
| Alba Baptista       | Natasha             |
| Lucas Bravo         | André Fauvel        |
| Ellen Thomas        | Vi Butterfield      |
| Rose Williams       | Pamela Penrose      |
| Jason Isaacs        | Archie              |
| Anna Chancellor     | Lady Dant           |
| Christian McKay     | Giles Newcombe      |
| Freddie Fox         | důstojník RAF       |
| Guilaine Londez     | Madame Avallon      |
| Philippe Bertin     | Christian Dior      |
| Roxane Duran        | Marguerite          |